# فؤاد شهاب
فؤاد شهاب (عربی: فؤاد شهاب؛ ۱۹ مارس ۱۹۰۲ – ۲۵ آوریل ۱۹۷۳) سیاستمدار اهل لبنان بود. وی از سال ۱۹۵۸ تا ۱۹۶۴ رئیس‌جمهور لبنان بوده است. او را بنیانگذار ارتش لبنان پس از استقلال این کشور از فرانسه می‌دانند و در سال ۱۹۴۶ اولین فرمانده ارتش لبنان شد.